# Mochlonyx cinctipes
Mochlonyx cinctipes är en tvåvingeart som först beskrevs av Daniel William Coquillett 1903.  Mochlonyx cinctipes ingår i släktet Mochlonyx och familjen tofsmyggor. Inga underarter finns listade i Catalogue of Life.